# Sam440ep
Sam440ep – płyta główna w formacie Mini-ITX produkowana przez firmę ACube Systems. Płyta posiada zintegrowany procesor AMCC 440ep taktowany częstotliwością 667 MHz, układ graficzny ATI Radeon i 512 MB RAM. Można uruchomić na niej system operacyjny AmigaOS 4.1 lub Linux.

## Specyfikacja
- format MiniITX (17x17 cm)

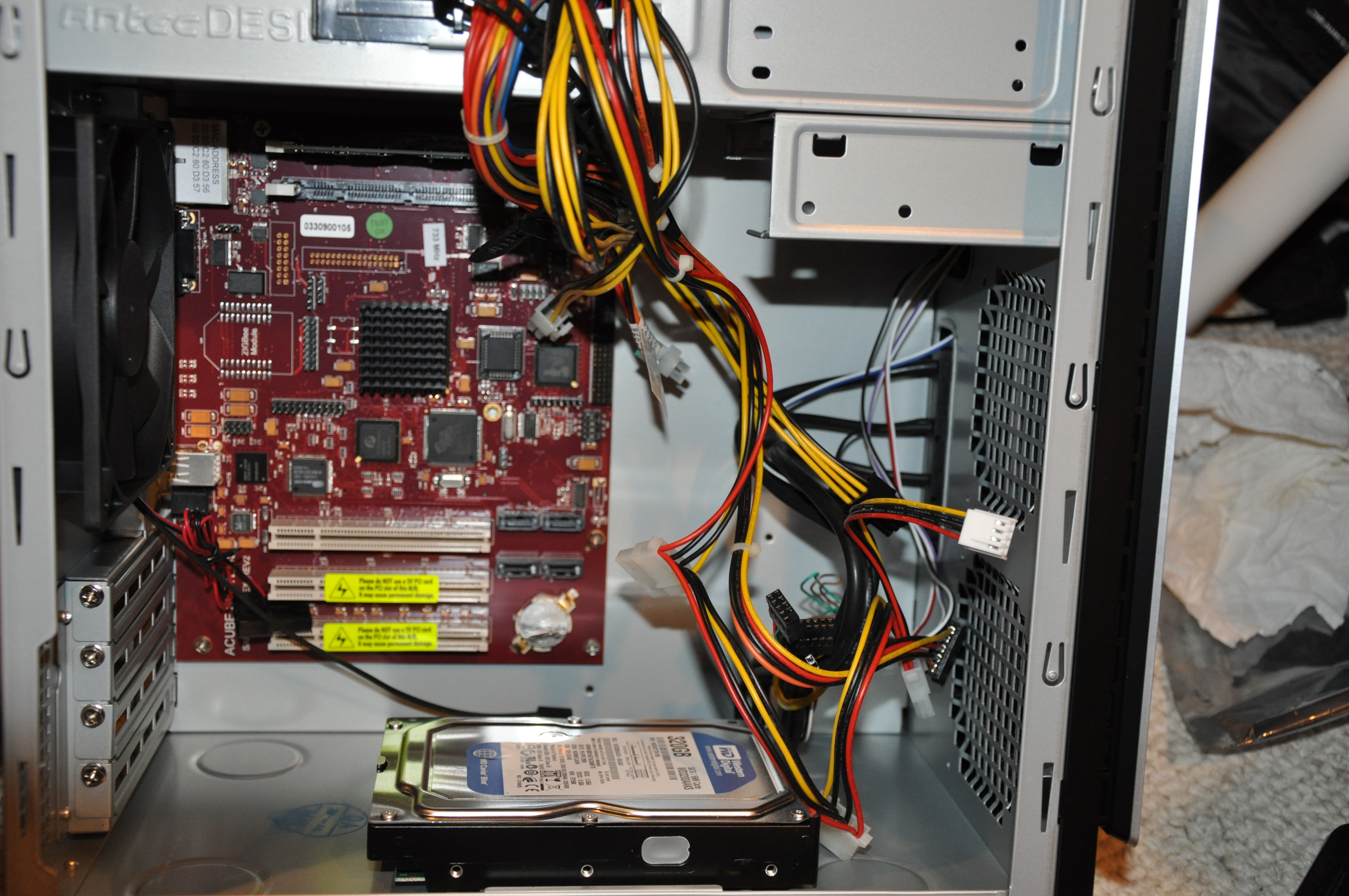
Płyta główna Sam440ep Flex w obudowie

- procesor AMCC 440ep (400, 533 or 667 MHz)
- zintegrowany kontroler pamięci DDR 266
- zintegrowany kontroler PCI
- zintegrowany kontroler urządzeń pamięci Flash
- zintegrowany kontroler USB 1.1 i 2.0
- 2 zintegrowane porty Ethernet 10/100
- 4 porty szeregowe
- 2 interfejsy I2C
- interfejs SPI
- 64 pinowy port I/O ogólnego przeznaczenia
- slot DDR DIMM 100, max 512 MB
- kontroler USB 2.0 OHCI/EHCI NXP PCI
- dźwięk Cirrus Logic CS4281 i Realtek ALC655 Codec
- 4 porty Silicon Image Serial ATA
- układ graficzny ATI RADEON Mobility M9 z 64 MB RAM
- mostek Pericom 8150B PCI
- 80 pinowe złącze rozszerzeń FPGA Lattice XP
- slot PCI - 32 bits, 33 MHz
- slot mini PCI Slot - 32 bits, 33 MHz (opcjonalny)
- RTC podtrzymywany bateryjnie
- UBoot 1.3.1